# Vassilis L. Aravantinos
Vassilis L. Aravantinos, griechisch Βασίλης oder Βασίλειος Λ. Αραβαντινός (* 1950) ist ein griechischer Klassischer Archäologe und Mykenologe.

## Leben
Aravantinos studierte Klassische Archäologie an der Universität Athen. Nach dem Studienabschluss (πτυχίο) war er an Ausgrabungen in Argos, Epidauros, Mykene und Nauplion beteiligt. Anschließend absolvierte er ein Promotionsstudium am Istituto per gli Studi Micenei ed Egeo-Anatolici des italienischen Consiglio Nazionale delle Ricerche unter Anna Sacconi.
Er hatte darauf verschiedene Positionen im griechischen Ministerium für Kultur inne, bevor er 1993 Ephoros für Klassische Altertümer im Bereich Böotien (Έφορος Αρχαιοτήτων Βοιωτίας) und Direktor des Archäologischen Museums Theben wurde. In dieser Funktion leitete er die Ausgrabungen in Theben, insbesondere im Bereich des größtenteils noch unausgegrabenen Palastes, der sogenannten Kadmeia. Von 2007 bis 2011 war er Mitdirektor des Eastern Boeotia Archaeological Project des Canadian Institute in Greece.
Verschiedene Forschungsaufenthalte führten ihn an die University of Wisconsin (bei Emmett Leslie Bennett), an das Institute of Classical Studies (bei John Nicolas Coldstream) und an das Archäologische Institut der Universität Rom. Er hatte Gastprofessuren an den Universitäten von Chieti, Urbino und Neapel inne. Die Universität Neapel verlieh ihm eine Professur ehrenhalber. 2011 trat er in den Ruhestand.

## Forschungsschwerpunkte
Von 1993 bis 1995 wurden in Theben etwa 250 Linear B-Täfelchen von Aravantinos im Rahmen einer Rettungsgrabung in der Pelopidou-Straße und dem Arsenal entdeckt. Sie machen ungefähr 5 % des gesamten Linear B–Textcorpus aller Fundorte aus. 1996 wurden einige weitere Täfelchen in einem Museum unter den Funden einer Grabung der Jahre 1963–1964 entdeckt. Drei der ursprünglich vier geplanten Bände zu den neuen Texten wurden von Aravantinos in Zusammenarbeit mit Louis Godart und Anna Sacconi und weiteren Mitarbeitern von 2001 bis 2005 herausgegeben.
Für sein Buch über das Archäologische Museum Theben (2010) erhielt Aravantinos 2011 den Preis der Akademie von Athen.

## Schriften (Auswahl)
Monographien
- mit Louis Godart, Anna Sacconi: Thèbes. Fouilles de la Cadmèe. I: Les tablettes en linéaire B de la Odos Pelopidou. Édition et commentaire. Istituti editoriali e poligrafici internazionali, Rom 2001 (Biblioteca di "Pasiphae", Bd. 1).
- mit Eleni Andrikou, Louis Godart, Anna Sacconi, Joanita Vroom: Thèbes. Fouilles de la Cadmèe. II.2: Les tablettes en linéaire B de la Odos Pelopidou. Le contexte archéologique, La céramique de la Odos Pelopidou et la chronologie du linéaire B. Istituti editoriali e poligrafici internazionali, Rom 2006 (Biblioteca di "Pasiphae", Bd. 2.2).
- mit Louis Godart, Anna Sacconi: Thèbes. Fouilles de la Cadmèe. III: Corpus des documents d’archives en linéaire B de Thèbes (1–433). Istituti editoriali e poligrafici internazionali, Rom 2002 (Biblioteca di "Pasiphae", Bd. 3).
- mit Maurizio Del Freo, Louis Godart: Thèbes. Fouilles de la Cadmèe. IV: Les textes de Thèbes (1–433). Translitération et tableaux des scribes. Istituti editoriali e poligrafici internazionali, Rom 2005 (Biblioteca di "Pasiphae", Bd. 4).
- (Hrsg.): Δ΄ Διεθνές Συνέδριο Βοιωτικών Μελετών. Λιβαδειά 9–12 Σεπτεμβρίου 2000. In: Επετηρίς της Εταιρείας Βοιωτικών Μελετών, Athen 2008 [2009] (2 Bde.), Inhaltsverzeichnis.
- Το Αρχαιολογικό Μουσείο Θηβών. Έκδοση Κοινωφελούς Ιδρύματος Ιωάννη Σ. Λάτση, Athen 2010 (online).
  - Englische Übersetzung: The Archaeological Museum of Thebes. Ebenda (latsis-foundation.org).

Artikel
- Old and new evidence for the palatial society of Mcenaean Thebes: An Outline. In: Robert Laffineur, Wolf-Dietrich Niemeier (Hrsg.): Politeia. Society and State in the Aegean Bronze Age. Proceedings of the 5th International Aegean Conference, University of Heidelberg, Archäologisches Institut (10–13 April 1994). Université de Liège, Histoire de l’art et archéologie de la Grèce antique, Liège 1995 (Aegaeum, 12), Ss. 613–623, (online) (PDF).
- New Evidence about the EH II period in Thebes: A New Architectural Complex and a Group Burial within the Kadmeia. In: Eva Alram-Stern (Hrsg.): Die Ägäische Frühzeit. Die Frühbronzezeit in Griechenland mit Ausnahme von Kreta. 2. Serie. Forschungsbericht 1975–2002. Verlag der österreichischen Akademie der Wissenschaften, Wien 2004, ISBN 978-3-7001-3268-4, S. 1255–1265.
- mit Louis Godart, Anna Sacconi: Commentaires aux nouveaux textes insérés dans le corpus de Thèbes. In: Sigrid Deger-Jalkotzy, Oswald Panagl (Hrsg.): Die neuen Linear B-Texte aus Theben. Ihr Aufschlusswert für die Mykenische Sprache und Kultur. Akten des internationalen Forschungskolloquiums an der Österreichischen Akademie der Wissenschaften am 5. und 6. Dezember 2002. Verlag der Österreichischen Akademie der Wissenschaften, Wien 2006, S. 1–10.